# 진격의 거인 (영화)
《진격의 거인》(進撃の巨人 ATTACK ON TITAN)은 2015년 공개된 일본의 실사 영화로, 이사야마 하지메의 동명 만화를 원작으로 한다. 《진격의 거인 파트 1》(進撃の巨人 ATTACK ON TITAN)과 《진격의 거인 파트 2》(進撃の巨人 ATTACK ON TITAN エンド オブ ザ ワールド)로 2개 부분으로 나뉘어 개봉하였다.

## 출연

### 주연
- 미우라 하루마

### 조연
- 미즈하라 키코
- 하세가와 히로키
- 혼고 카나타
- 미우라 타카히로
- 사쿠라바 나나미
- 마츠오 사토루
- 이시하라 사토미
- 피에르 타키
- 쿠니무라 준
- 미사키 아야메
- 타케다 리나
- 와타나베 슈

## 기타
- 원작자: 이사야마 하지메